# Xenorhina parkerorum
Xenorhina parkerorum är en groddjursart som beskrevs av Richard G. Zweifel 1972. Xenorhina parkerorum ingår i släktet Xenorhina och familjen Microhylidae. IUCN kategoriserar arten globalt som livskraftig. Inga underarter finns listade i Catalogue of Life.